# Mannophryne olmonae
Mannophryne olmonae (tên tiếng Anh: Bloody Bay Poison Frog) là một loài ếch thuộc họ Dendrobatidae.
Đây là loài đặc hữu của Trinidad và Tobago. Môi trường sống tự nhiên của chúng là rừng ẩm vùng đất thấp nhiệt đới hoặc cận nhiệt đới và sông ngòi.